# Ull morat
Un hematoma periorbitari, comunament anomenat ull morat o ull de vellut (associat amb boxa o esports de pal com l'hoquei), és un hematoma al voltant de l'ull (a la part anterior de l'òrbita) habitualment a causa d'un traumatisme contús a la cara més que a l'ull. El nom fa referència a l'hematoma de color fosc que és el resultat de l'acumulació de sang i líquid al teixit connectiu lax després d'un cop al cap. Aquesta sang segueix lliurement sota el cuir cabellut frontal (o el front) produint una inflor generalitzada sobre la cúpula del crani, però no pot passar ni a les regions occipitals ni a les del temple a causa de les fixacions òssies del múscul occipitofrontal. Però aquest líquid pot, tanmateix, avançar cap a les parpelles perquè el múscul occipitofrontal no té cap fixació ossia anterior. Això condueix a la formació de l'hematoma poques hores després de la lesió al cap o a l'operació cranial. Si la lesió és més extensa, fins i tot una fractura de crani, un aparent ull negre de vegades pot empitjorar i pot requerir tractament mèdic professional, per tal que es resolgui. Això és més probable si l'àrea al voltant dels dos ulls s'ha lesionat o si hi ha antecedents de lesió al cap o fractura al voltant de l'ull. Tot i que són desfigurants, la gran majoria dels ulls morats no són greus, requereixen poc o cap tractament i es resoldran espontàniament en una o dues setmanes.
Rarament, es pot produir, també, un sagnat dins de l'ull, una condició anomenada hifema, és més greu: pot reduir permanentment la visió i pot danyar la còrnia. En alguns casos, també es pot produir una pressió anormalment alta dins del globus ocular (hipertensió ocular).